# Бороносово
Бороносово — деревня в Шиковской волости Островского района Псковской области.
Расположена в 50 км к востоку от города Острова и в 5 км к востоку от волостного центра, деревни Шики.
Постоянное население по состоянию на 2000 год в деревне отсутствовало.